# Ivo Hristov
Ivo Hristov (búlgaro : Иво Петко Христов, nascido em 8 de outubro de 1970) é um político búlgaro que foi eleito membro do Parlamento Europeu em 2019.